# George Seton Hatton
George Seton Hatton, britanski general, * 1899, † 1974.